# Maddela
Maddela (Bayan ng Maddela) är en kommun i Filippinerna. Kommunen ligger på ön Luzon och tillhör provinsen Quirino. Folkmängden uppgår till 32 236 invånare.

## Barangayer
Maddela är indelat i 32 barangayer.
| - Abbag - Balligui - Divisoria Sur (Bisangal) - Buenavista - Cabaruan - Cabua-an - Cofcaville - Diduyon - Dipintin - Divisoria Norte - Dumabato Norte | - Dumabato Sur - Lusod - Manglad - Pedlisan - Poblacion Norte - San Bernabe - San Dionisio I - San Martin - San Pedro - San Salvador - Santo Niño | - Santo Tomas - Villa Gracia - Villa Hermosa Sur - Villa Hermosa Norte - Ysmael - Villa Agullana - Poblacion Sur - Villa Jose V Ylanan - Jose Ancheta - Santa Maria |